# Zaplethocornia caucasica
Zaplethocornia caucasica là một loài tò vò trong họ Ichneumonidae.